# Jean-Pierre Brach
Pour les articles homonymes, voir Brach.
Jean-Pierre Brach (né en 1956) est un historien français.

## Biographie
Il est directeur d'études à l'École pratique des hautes études et titulaire de la chaire d'Histoire des courants ésotériques dans l'Europe moderne et contemporaine, où il a succédé à Antoine Faivre. Il est membre de l'équipe 4 du Laboratoire d'études sur les monothéismes (UMR 8584).
Il est rédacteur en chef de  Politica hermetica.

## Publications
- La symbolique des nombres, Paris, Presses universitaires de France, coll. « Que sais-je ? », 1994.
- édition de Guillaume Postel, Des admirables secrets des nombres platoniciens, éd., trad., introduction et notes par Jean-Pierre Brach et Antoine Faivre (De admirandis numerorum Platonicorum secretis), Paris, J. Vrin, 2001.
- dir. avec Jérôme Rousse-Lacordaire, Études d'histoire de l'ésotérisme. Mélanges offerts à Jean-Pierre Laurant pour son soixante-dixième anniversaire, avant-propos d'Émile Poulat, Paris, les Éditions du Cerf, 2007.
- Pierre Richard (1802-1879) grimoires illuminés, collectif, Paris, Éditions Artulis. Pierrette Turlais, 2019, 280 p.  (ISBN 2-913244-08-4).